# Форнарина (картина)
«Форнарина» (итал. La Fornarina) — картина выдающегося итальянского художника эпохи Высокого Возрождения Рафаэля Санти, изображающая, как предполагают, его возлюбленную Форнарину. Модель представлена полуобнажённой, в полупрозрачном одеянии, прикрывающей правой рукой грудь в стыдливом движении, известном в классическом искусстве как «Venus Pudica» («Венера Стыдливая»). Левую руку Форнарины украшает браслет с надписью: «RAPHAEL VRBINAS» (Рафаэль Урбинский). Картина хранится в Национальной галерее древнего искусства в Палаццо Барберини в Риме.

## История картины
Как свидетельствуют рентгенографические исследования, картина была выполнена в два этапа: сначала на месте миртового куста на фоне картины (плохо виден на репродукциях), посвящённого богине любви Венере, существовал пейзаж по типу леонардовского. На этом основании исследователи пытались связать картину Рафаэля с несохранившимися произведениями Леонардо да Винчи.
Картина, возможно, была несколько изменена учеником Рафаэля Джулио Романо, который, в частности, добавил браслет с надписью. Произведение находилось в мастерской Рафаэля до самой смерти художника, случившейся вскоре после завершения картины. Упомянутая впервые в коллекции Катерины Нобили Сфорца из Санта-Фьоры в письме вице-канцлера Корасдуза императору Рудольфу II от 1595 года, картина обозначена как «обнажённая женщина, изображённая вживую, полуфигура Рафаэля». После смерти графини в 1605 году картина поступила в коллекцию её зятя Джованни Буонкомпаньи, герцога Сора, где картину заметил Фабио Киджи, который определил её как «non admodum speciosa» (лат., не очень привлекательную). Затем она была приобретена семьёй Барберини и упоминается в описях семейной коллекции с 1642 года. В 1960—1970-х годах картина была передана на несколько лет в галерею Боргезе, после чего вернулась в Палаццо Барберини.

## Проблемы атрибуции картины
Личность модели до настоящего времени вызывает споры. Преобладает её отождествление с Маргеритой Лути, дочерью пекаря, по прозванию «Форнарина», возлюбленной художника. Руку модели украшало обручальное кольцо, закрытое позднейшей записью, что дало основание атрибутировать картину в качестве портрета возлюбленной (и, по одной из версий, тайной жены) художника. Очевидно также сходство «Форнарины» с «Женщиной под покрывалом», изображённой на другой картине Рафаэля — «Донна Велата».
Однако название картины «Форнарина» не засвидетельствовано до XVIII века и происходит от подписи, добавленной внизу репродукционной гравюры 1770-х годов. Отмечалось также некоторое несоответствие живописной манеры в изображении головы и тела модели.
Итальянский историк искусства Джулиано Пизани путём сравнений, в частности с картиной Тициана «Любовь небесная и Любовь земная» (Amor sacro e Amor profano), выдвинул гипотезу, согласно которой Рафаэль, основываясь на учёных трудах Марсилио Фичино и Пьетро Бембо представил в образе Форнарины «небесную Венеру», любовь, которая возвышает душу в поисках истины через возвышенное представление о красоте, и которая отличается от другой Венеры, земной, порождающей силы природы, которая воплощает земную красоту и имеет целью продолжение рода. В этом смысле Форнарина олицетворяет соединение любви земной и небесной.
В начале XIX века четыре разных портрета были известны под названием «Форнарина». В 1839 году И. Д. Пассаван, учитывая схожие детали, которые не могут быть результатом творческих обобщений, предположил, что во всех случаях позировала одна и та же натурщица. Такого же мнения были выдающиеся знатоки Джованни Морелли, Джованни Баттиста Кавальказелле, Карло Ридольфи, в то время как противоположного мнения были Антон Шпрингер и Филиппини, посчитавший, что картина изображает Лукрецию делла Ровере, племянницу папы Юлия II.
В то же время Рафаэль использовал одну и ту же модель для разных произведений, таких как «Триумф Галатеи», «Донна Велата» или «Сикстинская мадонна». Однако, основываясь на знаменитом высказывании самого Рафаэля в письме графу Бальдассаре Кастильоне в связи с работой над фреской «Триумф Галатеи» («для того, чтобы написать красавицу, мне надо видеть многих красавиц») некоторые исследователи делают вывод о «нежной легенде», утверждая, что представленный образ связан с рядом идеальных женских типов, изображаемых Рафаэлем в разные периоды его творчества.

## Интересные факты
То, как Рафаэль написал грудь натурщицы голубоватого оттенка, послужило поводом различных спекуляций на тему, был ли у неё рак (ср. ту же тему в произведениях Рубенса).